# Kronockij
Il Kronockij (in russo Кроноцкая сопка, Kronockaja sopka) è un vulcano situato in Russia, nella penisola della Kamčatka. Le sue pendici estremamente regolari gli conferiscono una forma pressoché perfetta di cono simmetrico, riscontrabile solamente nel Fuji in Giappone o nel Mayon nelle Filippine.

## Geografia

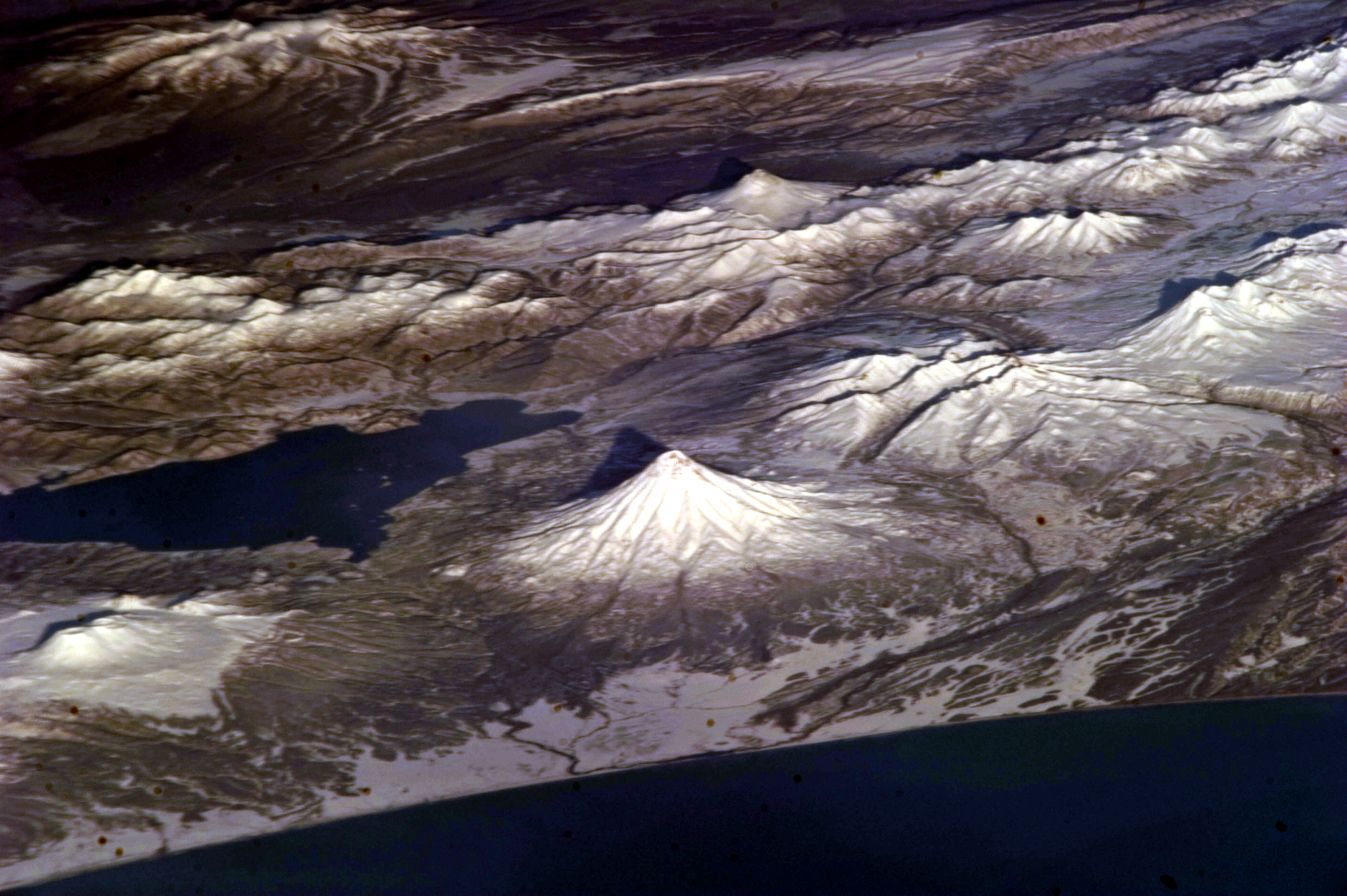
Il Kronockij visto dallo spazio.

Si trova in prossimità della costa orientale della penisola della Kamčatka. È circondato dal lago Kronockij, il più grande della Kamčatka, a ovest, dal vulcano Krašeninnikov a sud-ovest, al di là del fiume Kronotskaja che dal lago Kronockij si dirige verso l'oceano Pacifico, situato a sud-est, e dalla catena vulcanica del Gamčen a nord-est. La città di Bogačevka si trova a nord-est, quella di Kronoki a est/sud-est, quella di Jupanovo a sud/sud-ovest e la grande città di Petropavlovsk-Kamčatskij a più di duecento chilometri a sud-ovest.
Il monte ha la forma di un cono simmetrico di diciassette chilometri di diametro con pendici regolari intagliate da valli di duecento metri di profondità che formano un sistema idrografico radiale. Una di queste valli sul versante nord del vulcano è occupata fino a 900 metri di altezza da un ghiacciaio che ha origine dalla sommità del vulcano. La sommità, che culmina a 3528 metri di altitudine, è formata da un collo vulcanico di andesite basaltica, roccia che si trova solamente su una piccola colata di lava, mentre il resto del vulcano è formato da basalto. Questo neck, che costituiva il fondo dell'antico cratere sommitale, è stato messo a nudo dall'erosione.
Alcuni coni vulcanici monogenici si trovano sui versanti rivolti a nord, a sud-est e a sud-ovest: la loro formazione risale all'incirca a 5000-6000 anni fa. Il monte è circondato da morene, tracce lasciate dai ghiacciai che circondavano il vulcano e ricoprivano la Kamčatka durante l'ultima glaciazione. Le pendici più basse del vulcano sono ricoperte da una fitta vegetazione.

## Storia

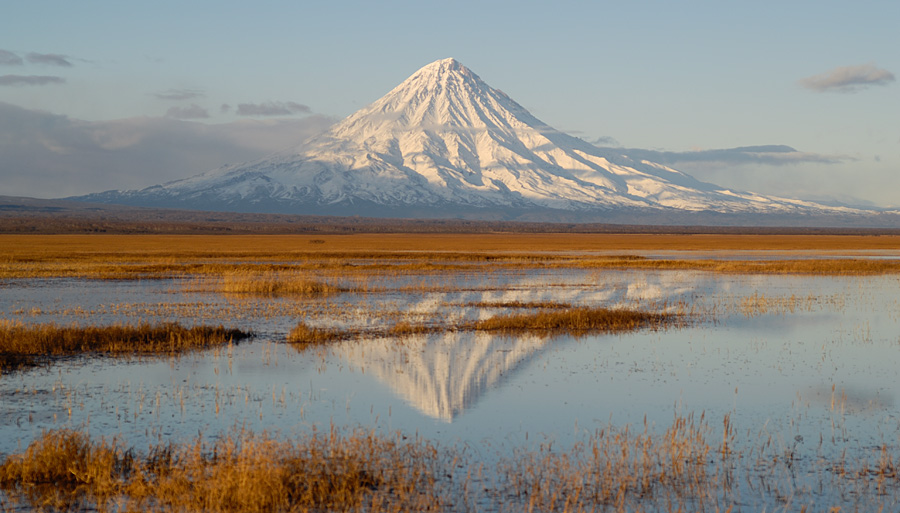
Il vulcano visto dal lago Kronockij.

Il Kronockij si è formato principalmente tra la fine del Pleistocene e l'Olocene, e di conseguenza ne sono note solamente poche eruzioni. Una di queste portò alla formazione del lago Kronockij, quando una colata di lava bloccò il corso del fiume Listveničnaja agli inizi dell'Olocene.
Le due eruzioni conosciute con certezza grazie alle testimonianze dei cacciatori locali hanno avuto luogo nel novembre 1922 e nel febbraio 1923. La prima produsse delle esplosioni freatiche dall'indice di esplosività vulcanica di 2 sul fianco meridionale della montagna a 3150 metri di altitudine. Anche la seconda produsse esplosioni freatiche della stessa intensità, sulla sommità del vulcano e/o sul versante meridionale, a 3150 metri di altitudine.